# Lapa (microregio)
Lapa is een van de 39 microregio's van de Braziliaanse deelstaat Paraná. Zij ligt in de mesoregio Metropolitana de Curitiba en grenst aan de microregio's São Mateus do Sul, Ponta Grossa, Curitiba, Rio Negro en Canoinhas (SC). De microregio heeft een oppervlakte van ca. 2.232 km². In 2009 werd het inwoneraantal geschat op 47.281.
Twee gemeenten behoren tot deze microregio:
- Lapa
- Porto Amazonas

Mesoregio's: Centro Ocidental Paranaense · Centro Oriental Paranaense · Centro-Sul Paranaense · Metropolitana de Curitiba · Noroeste Paranaense · Norte Central Paranaense · Norte Pioneiro Paranaense · Oeste Paranaense · Sudeste Paranaense · Sudoeste Paranaense

Microregio's: Apucarana · Assaí · Astorga · Campo Mourão · Capanema · Cascavel · Cerro Azul · Cianorte · Cornélio Procópio · Curitiba · Faxinal · Floraí · Foz do Iguaçu · Francisco Beltrão · Goioerê · Guarapuava · Ibaiti · Irati · Ivaiporã · Jacarezinho · Jaguariaíva · Lapa · Londrina · Maringá · Palmas · Paranaguá · Paranavaí · Pato Branco · Pitanga · Ponta Grossa · Porecatu · Prudentópolis · Rio Negro · São Mateus do Sul · Telêmaco Borba · Toledo · Umuarama · União da Vitória · Wenceslau Braz